# أرينجة وايتية
أرينجة وايتية (الاسم العلمي:Arenga wightii) هي نوع من النباتات تتبع جنس الأرينجة من الفصيلة الفوفلية.